# Mioceno
| Sistema/Período | Série/Época | Andar/Estágio | Idade (Ma)   |
| --- | ----------- | ------------- | ------------ |
| Quaternário | Pleistoceno | Gelasiano     | mais recente |
| Neogeno | Plioceno    | Placenciano   | 2.58–3.600   |
| Neogeno | Plioceno    | Zancliano     | 3.600–5.333  |
| Neogeno | Mioceno     | Messiniano    | 5.333–7.246  |
| Neogeno | Mioceno     | Tortoniano    | 7.246–11.63  |
| Neogeno | Mioceno     | Serravaliano  | 11.63–13.82  |
| Neogeno | Mioceno     | Languiano     | 13.82–15.97  |
| Neogeno | Mioceno     | Burdigaliano  | 15.97–20.44  |
| Neogeno | Mioceno     | Aquitaniano   | 20.44–23.03  |
| Paleogeno | Oligoceno   | Catiano       | mais antigo  |
| Subdivisão do Neogeno de acordo com a Tabela Cronoestratigráfica Internacional versão 2015/1 da Comissão Internacional sobre Estratigrafia. |             |               |              |

Mioceno ou Miocénico é a quarta  época da era geológica Cenozoica, e a primeira época  do período Neogeno. O nome desta era veio das palavras gregas μείων (meiōn, “menos”) e καινός (kainos, “novo”) e significa "menos recente" por ter 18% menos invertebrados marinhos modernos que o Plioceno. Está compreendida entre há cerca de 23,03 milhões de anos até há cerca de 5,333 milhões de anos. A época Miocena sucede o Oligoceno (do período Paleogeno, de sua era) e precede o Plioceno. Divide-se nas idades Aquitaniana, Burdigaliana, Langhiana, Serravalliana, Tortoniana e Messiniana, da mais antiga para a mais recente. Caracteriza-se principalmente pela adaptação final de espécies marinhas principalmente de focas e baleias.  

## Eventos

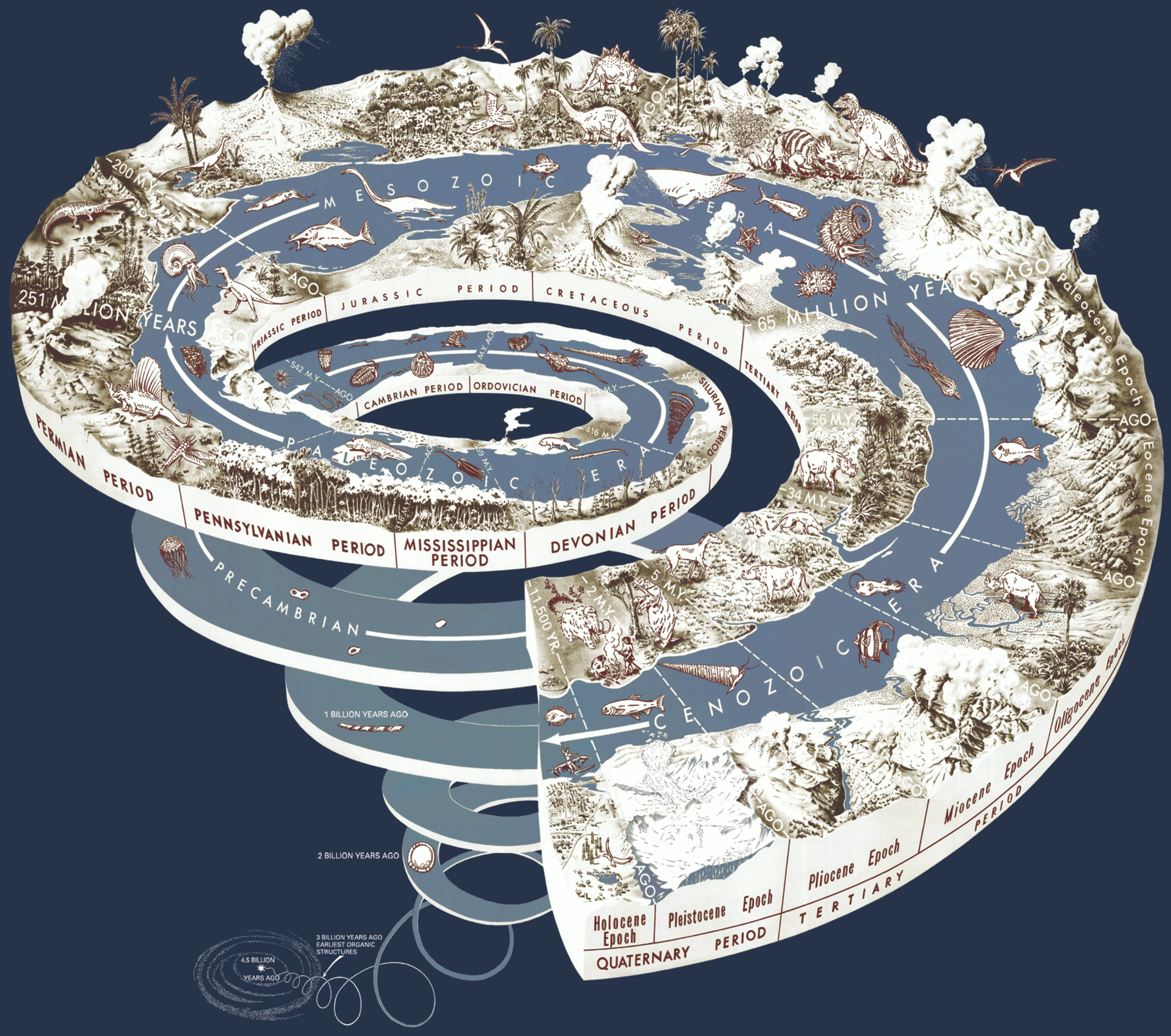
Diagrama do tempo geológico.

Ao contrário de outras divisões do tempo geológico, não existe um evento mundial que separe o Mioceno de seu antecessor ou sucessor, sendo identificadas vários limites eventos regionais.
Diversas cordilheiras, como os Pirenéus, os Alpes e o Himalaia, continuaram com seu soerguimento, produzindo muitos sedimentos e criando alguns depósitos de petróleo atuais em zonas, que na época, eram costas marinhas rasas.
Com relação a deriva continental, o planeta já estava com aspe(c)to muito próximo ao atual, sendo mínimas as diferenças com as modernas características geológicas. Dentre elas se podem destacar a ausência da ponte de terra (istmo do Panamá) interligando as duas Américas e ainda existiam alguns remanescentes do mar de Tétis separando a península arábica (na época ainda totalmente unida à África) do restante da Eurásia. Porém, ambas as diferenças desapareceriam ao final do Mioceno.
Com relação ao clima, continua a diminuição da temperatura global, iniciada no final do Eoceno. A baixa nas temperaturas diminui a capacidade da atmosfera de absorver umidade, o que provoca um aumento da aridez do planeta. Savanas e pradarias se espalham pelo globo, limitando as florestas tropicais a pequenas áreas em torno do Equador. O esfriamento contribui para o aumento da glaciação na Antártida e o início da glaciação em torno do Oceano Ártico.

## Flora e fauna

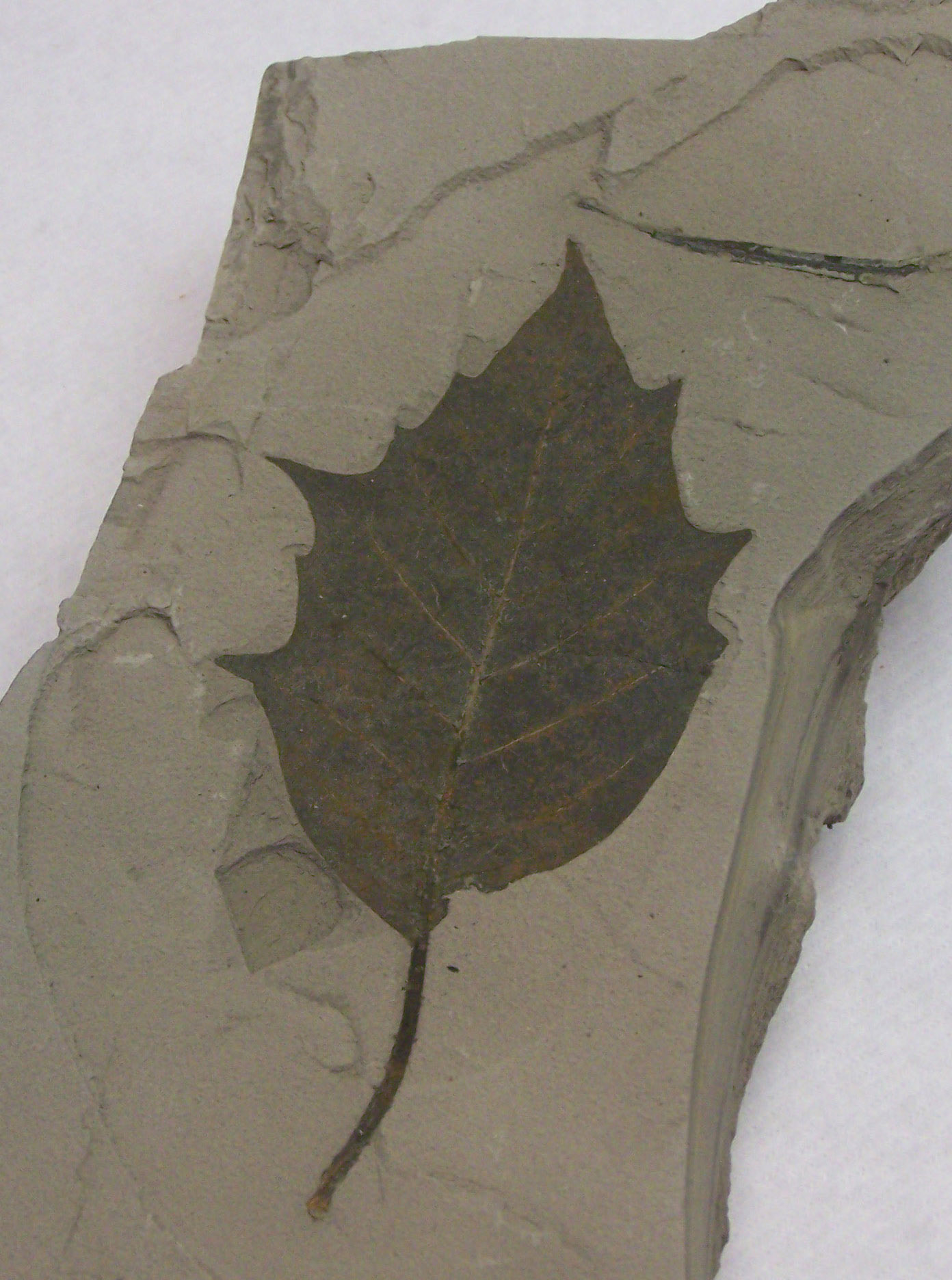
Fóssil de planta do Mioceno.

O maior acontecimento do período em relação a flora foi o surgimento das primeiras gramíneas. Estas, junto com outras plantas herbáceas, proliferaram muito com o clima mais quente do Mioceno, criando amplas áreas de pasto em praticamente todos os continentes. Motivo pelo qual o Mioceno é às vezes mencionando como a "Idade das Ervas". Essa mudança na vegetação causou mudanças significativas na fauna herbívora, que tiveram que se adaptar para pastar, e os que não conseguiram se adaptar a esta nova forma de alimentação acabaram extintos (muitos dos mamíferos gigantes do Oligoceno acabaram no segundo grupo). O período vê o início da decadência dos perissodáctilos (cavalos e rinocerontes) e a ascensão dos artiodáctilos (Bovinos, cervos e camelos) como os mamíferos herbívoros dominantes. Os proboscídeos (elefantes) também vêem uma certa diversidade (com destaque para os Gomphotheriidae), porém ao final deste período também iniciam sua decadência. Entre os predadores os creodontes são extintos e substituídos como predadores terrestres dominantes pelos carnívoros atuais, ou seja, canídeos e felídeos, com destaque nesta última família para os chamados "felinos dentes-de-sabre" (subfamília Machairodontinae). Os primatas também tem bom desenvolvimento nesta época, com a proliferação dos chamados "Macacos do Velho Mundo" (Catarrhini), dos quais se desenvolverá a linhagem dos Hominídeos.
De certa forma, o Mioceno foi um período de moldagem da fauna e flora de nosso planeta, dando os primeiro passos para constituir a fauna/flora dominante atual. Acredita-se que quase 70% das gêneros vivos que existiam nesta época na América do Norte, África e Eurásia sobreviveram até à atualidade.
Na fauna marinha já se tornavam idêntica a atual. Cetáceos e tubarões já se apresentavam com a forma moderna, com apenas algumas divergências de tamanho, por exemplo, as maiores baleias do Mioceno teriam pouco mais da metade do tamanho da atual baleia-azul (Balaenoptera musculus), o maior cetáceo (e também maior animal) atual. Dentre os tubarões, merece destaque o megalodonte (Carcharodon megalodon), muito semelhante ao atual tubarão-branco (Carcharodon carcharias), porém com cerca de três vezes o seu tamanho.

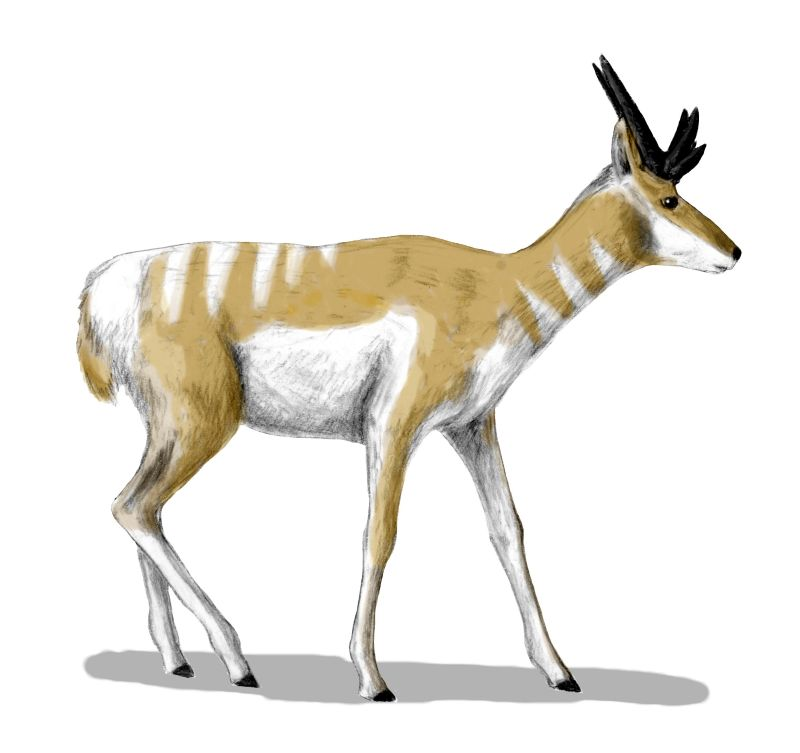
Osbornoceros, um artiodáctilo
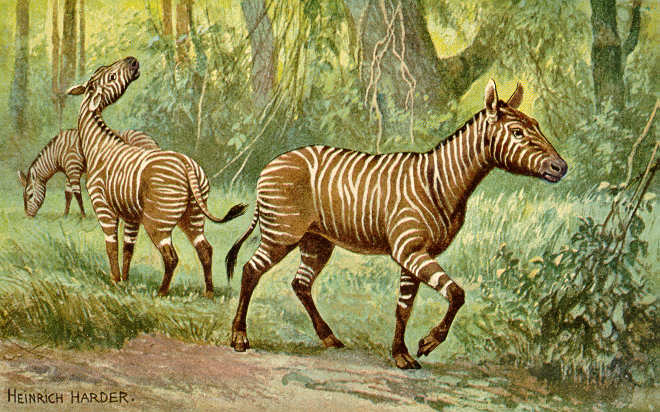
Hypohipus, um perissodáctilo
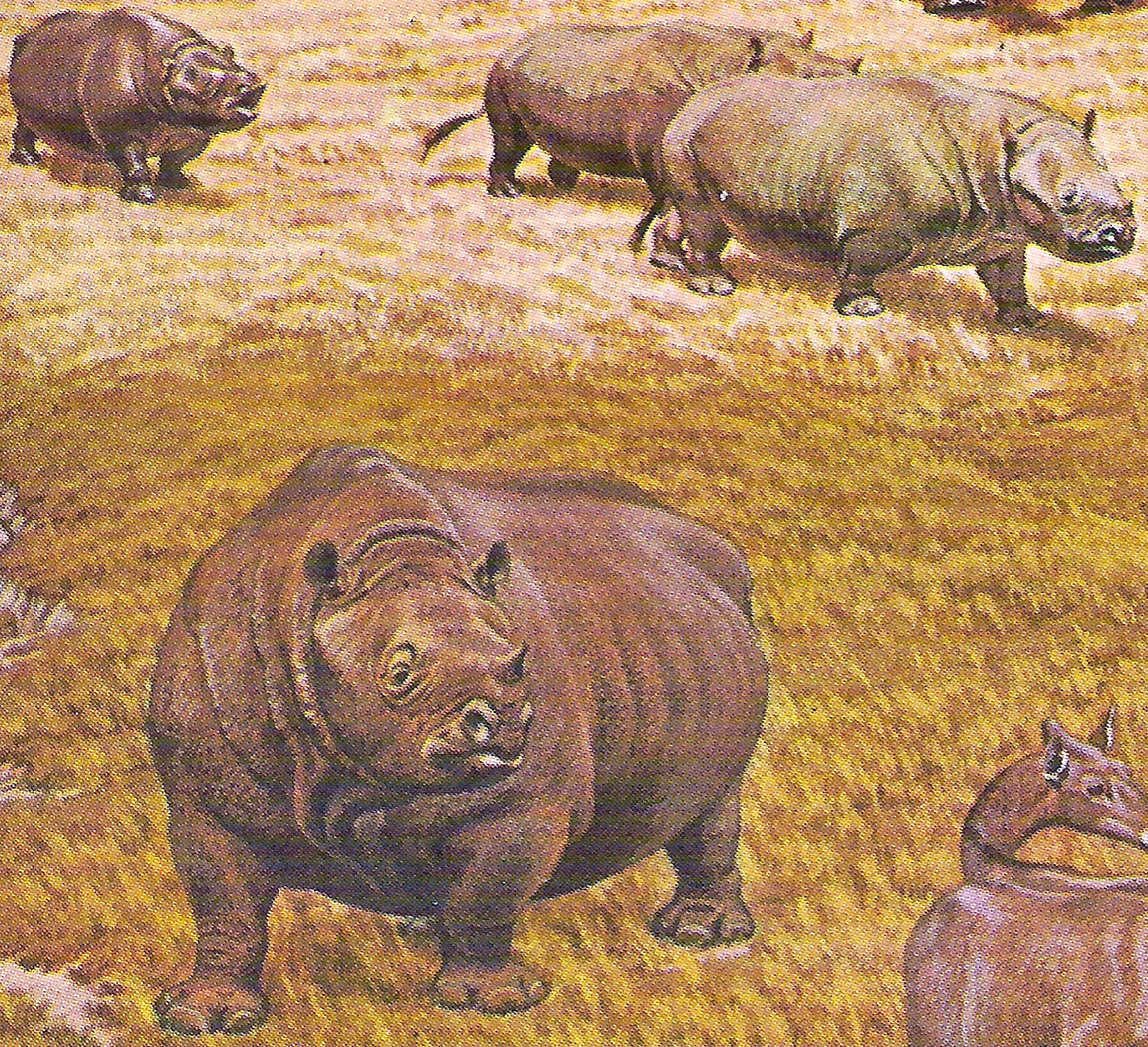
Teleoceras, um perissodáctilo
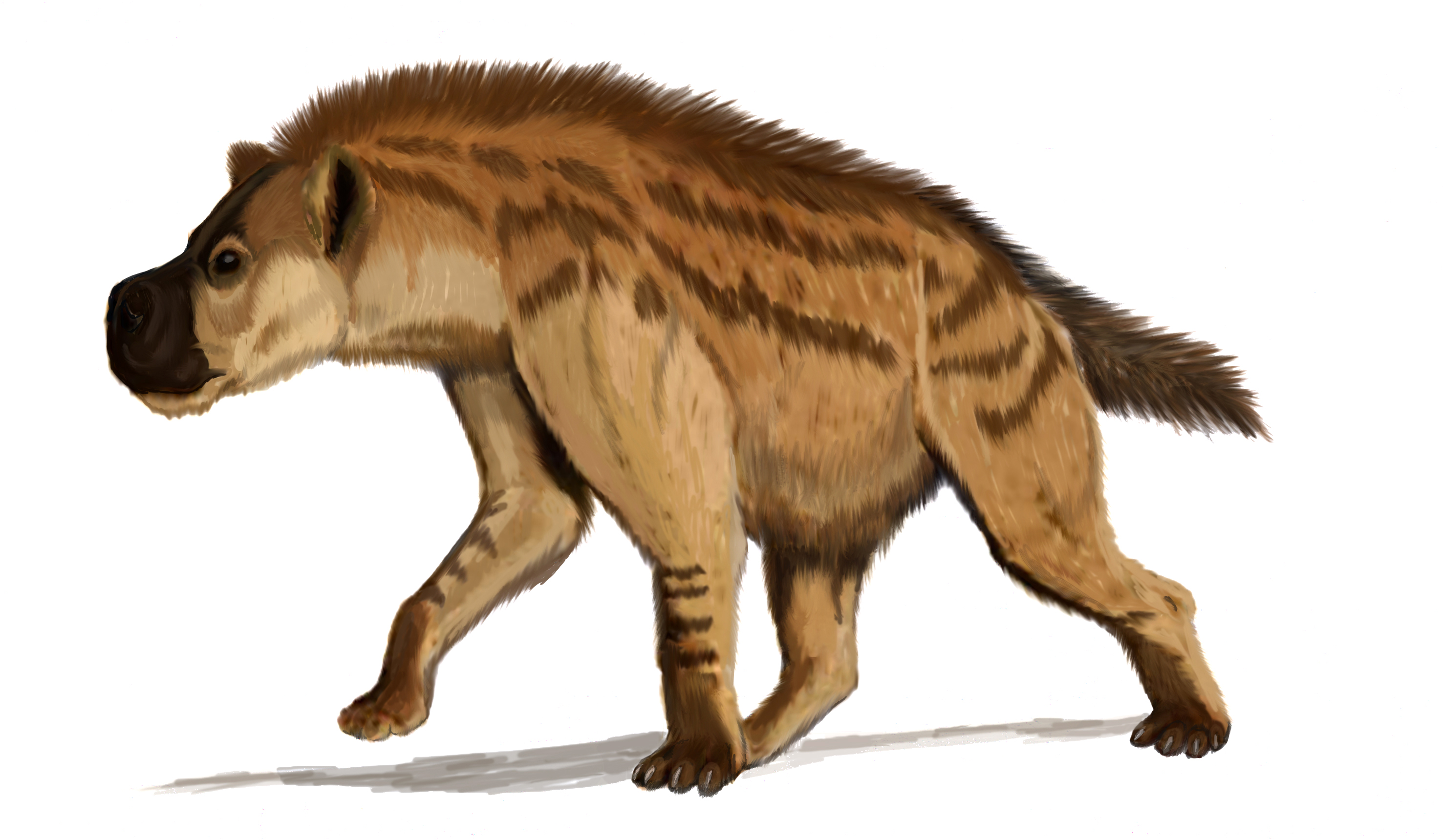
Dinocrocuta (que significa hiena terrível), um carnívoro
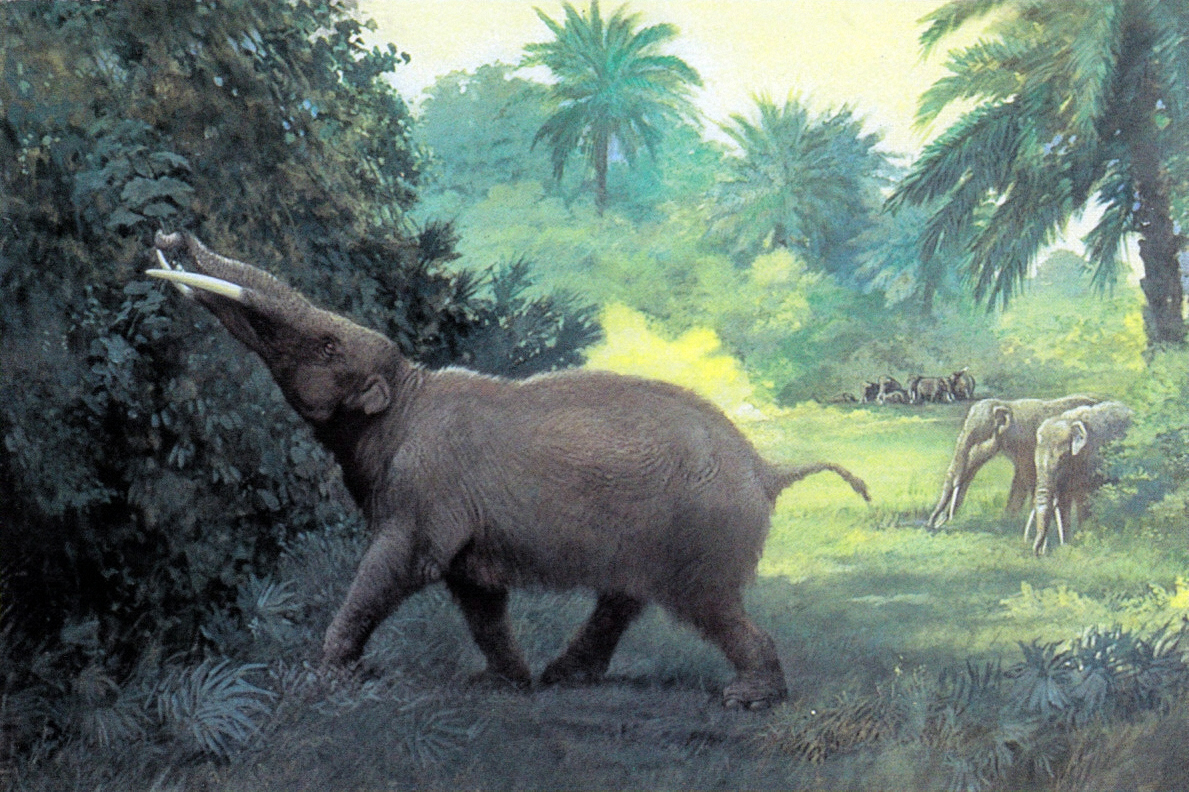
Gomphothere, um proboscídeo
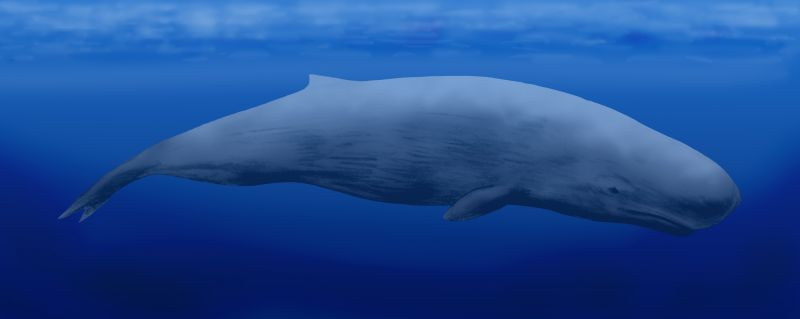
Brygmophyseter, um cetáceo
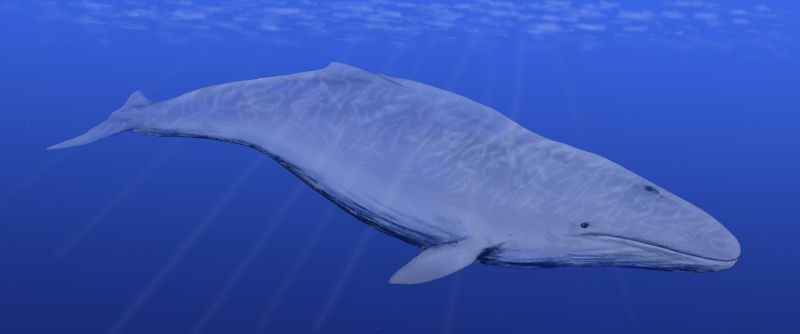
Cetotherium, um cetáceo
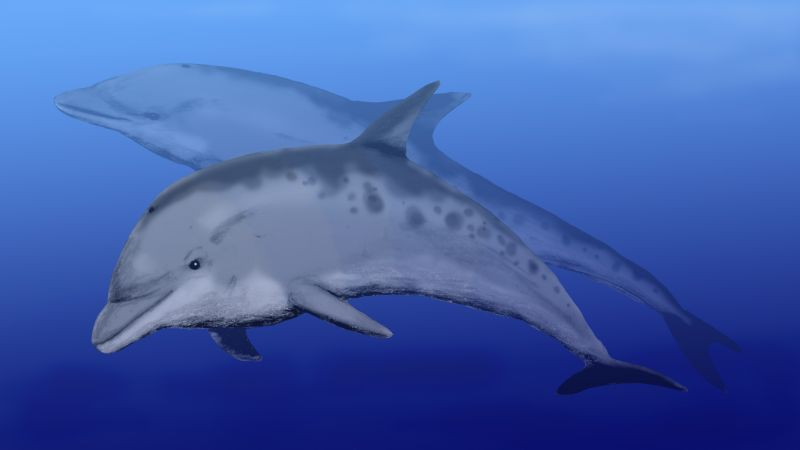
Kentriodon, um cetáceo
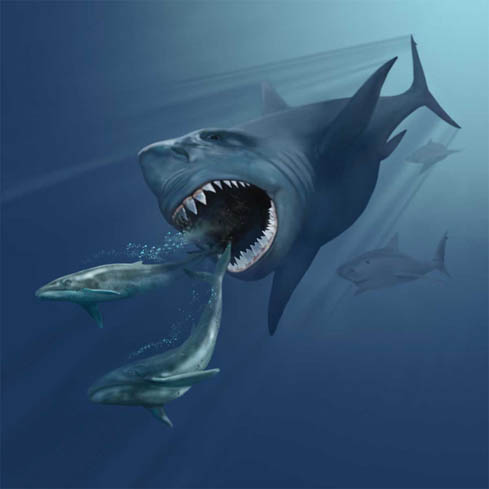
Megalodonte, um tubarão
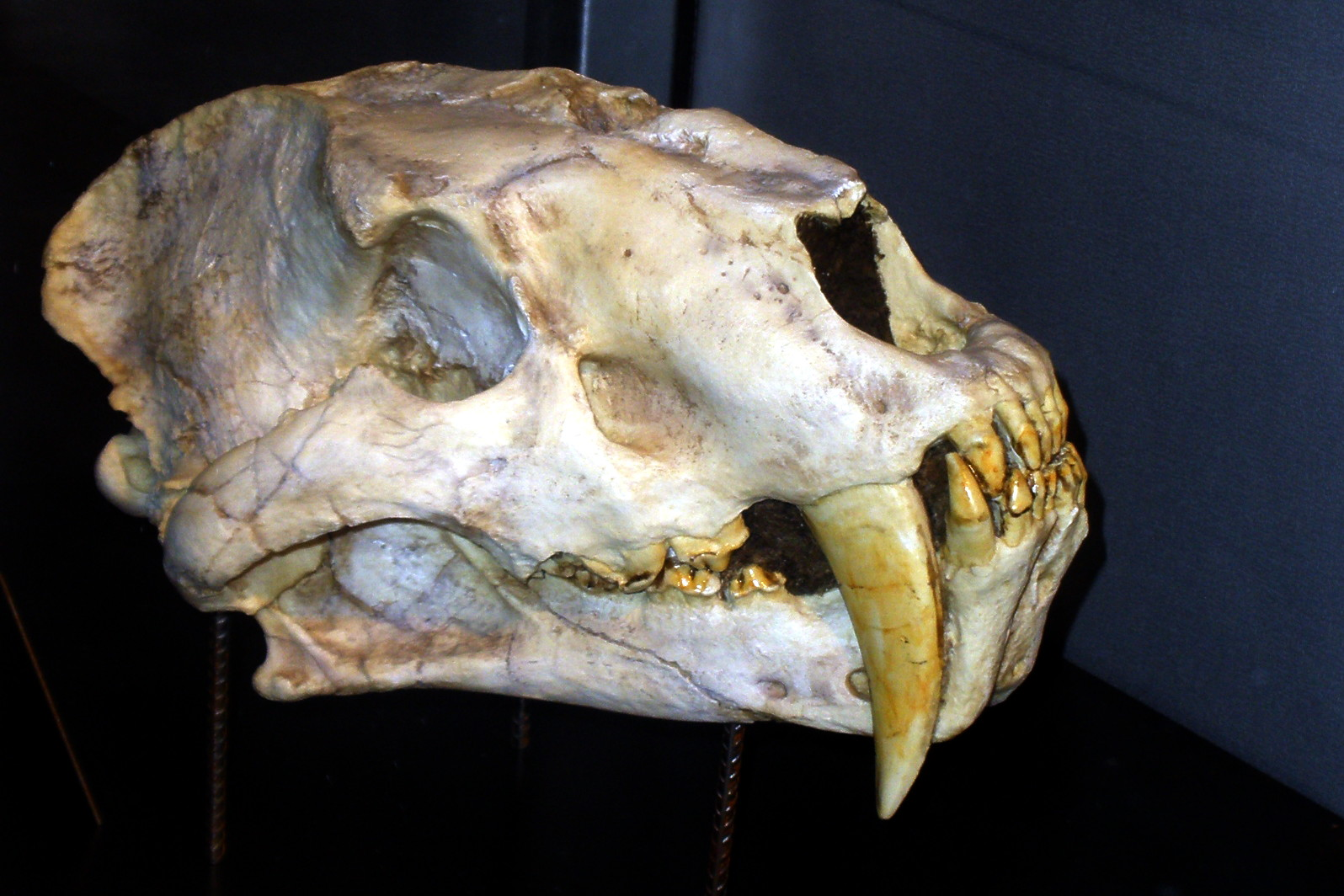
Machairodus Um carnívoro Comprimento: 1,8 m
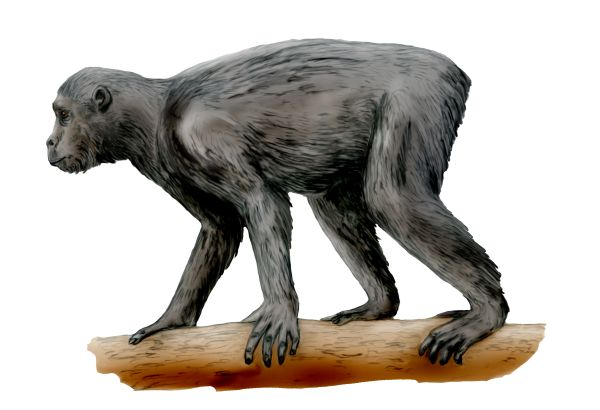
Proconsul africanus Um primata Altura: 0,9 m

### Faunas especificas

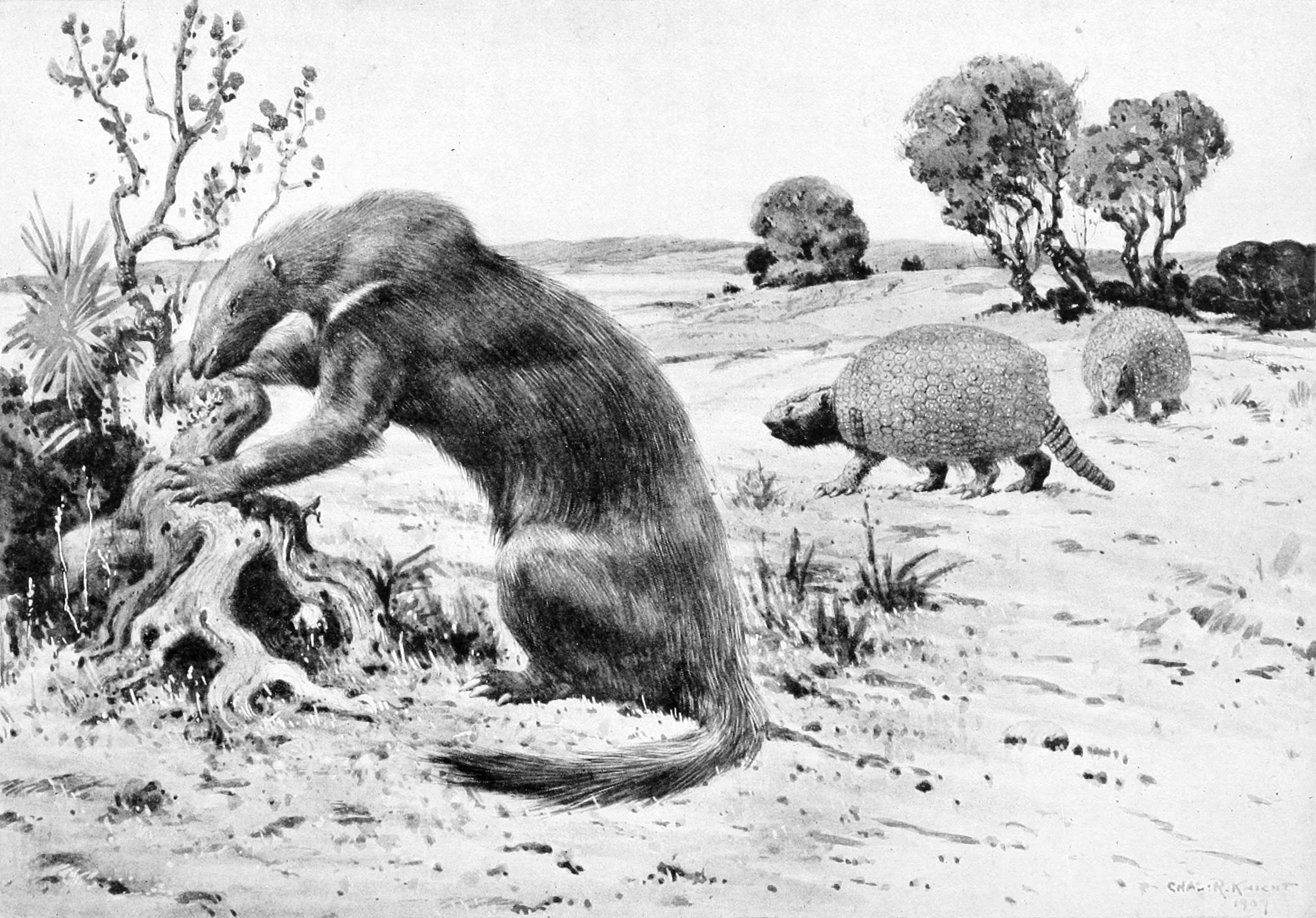
Reconstituição de preguiça terrestre (Hapalops longiceps) e gliptodonte (Propalaehoplophorus australis) na América do Sul do Mioceno.

Apesar de no Mioceno a fauna já se ter convertido em uma forma muito semelhante a atual, existiam no período os chamados continente-ilhas, nos quais, devido ao isolamento geográfico, desenvolveram faunas especificas e independentes do restante do mundo. Estes continentes eram os atuais América do Sul e Austrália, os quais vinham se isolando do demais continentes desde o período Cretáceo (ainda na era dos dinossauros).

#### América do Sul
Destacam-se o desenvolvimento de crocodilianos gigantes e de aves predadoras (como Argentavis e as chamadas Aves do terror). Também os mamíferos se desenvolveram de forma independente neste continente, destacando os marsupiais carnívoros (muitos se assemelhando a felinos) e os chamados Meridiungulados, que eram os herbívoros dominantes do ambientes, incluindo ordens como Astrapotheria, Notoungulata e Litopterna, que eram casos clássicos de evolução convergente de proboscídeos. rinocerontes e camelídeos do Hemisfério Norte, ainda que os meridiungulados (na sua maioria) ainda apresentavam cinco dedos (característica dos mamíferos primitivos) em seus dedos. Contudo, ao final do Mioceno (entre há 9 milhões e 5 milhões de anos), a se criou o istmo do Panamá, a ponte de terra que interligou as duas Américas, permitindo aos animais mais adaptados do norte descerem para o sul. Grande parte da fauna local não conseguiu competir com os "invasores do norte" e acabaram se extinguindo ou se adaptando ao novo ecossistema, "convertendo" assim a fauna sul-americana na atual.

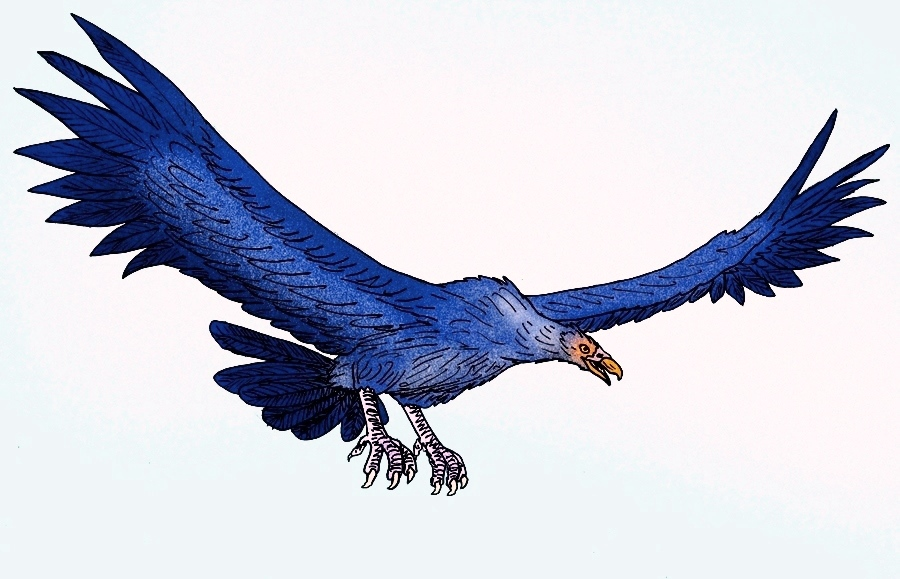
Argentavis, uma ave
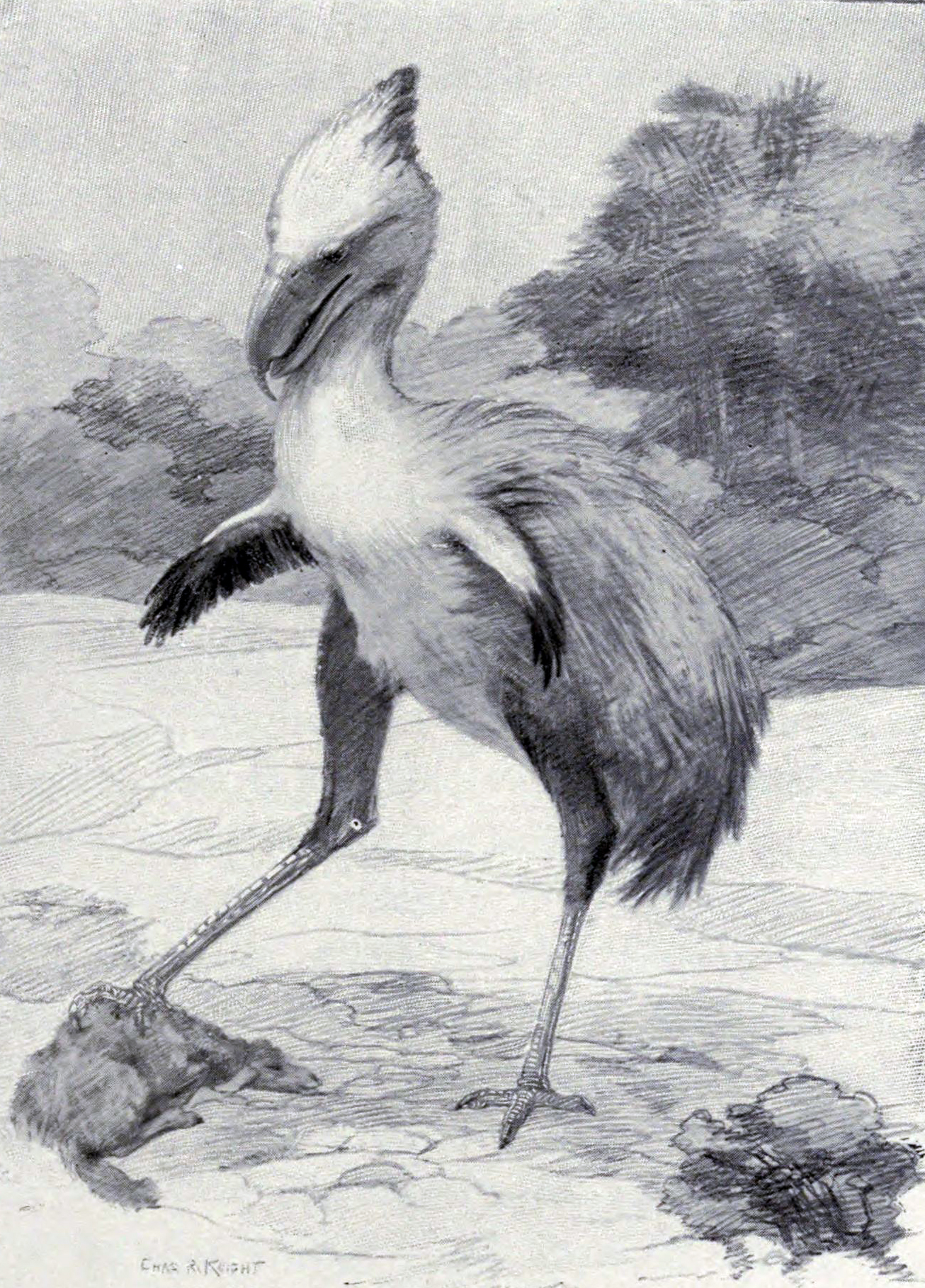
Phorusrhacos, uma ave do terror
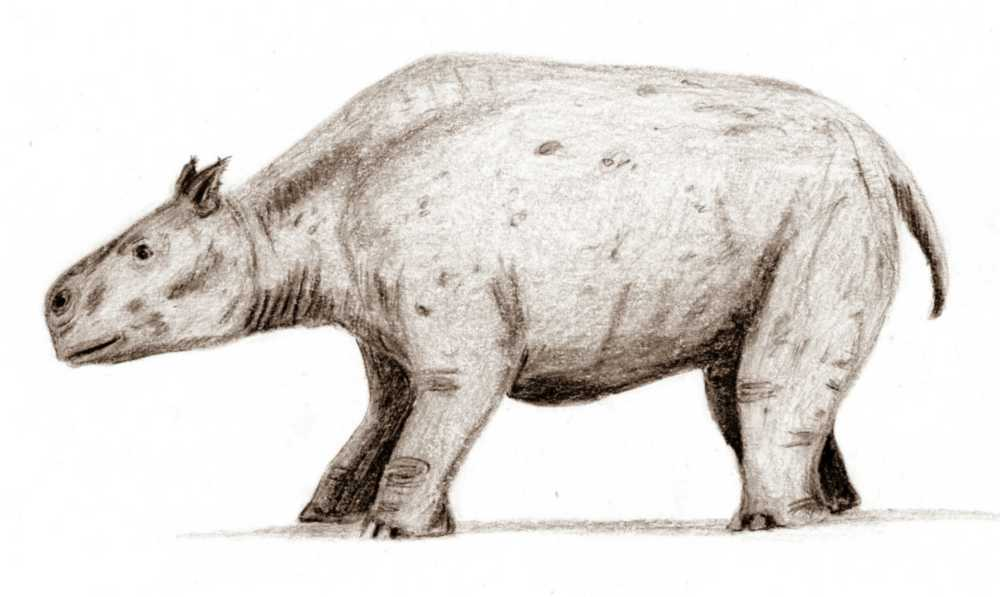
Toxodon, um meridiungulado
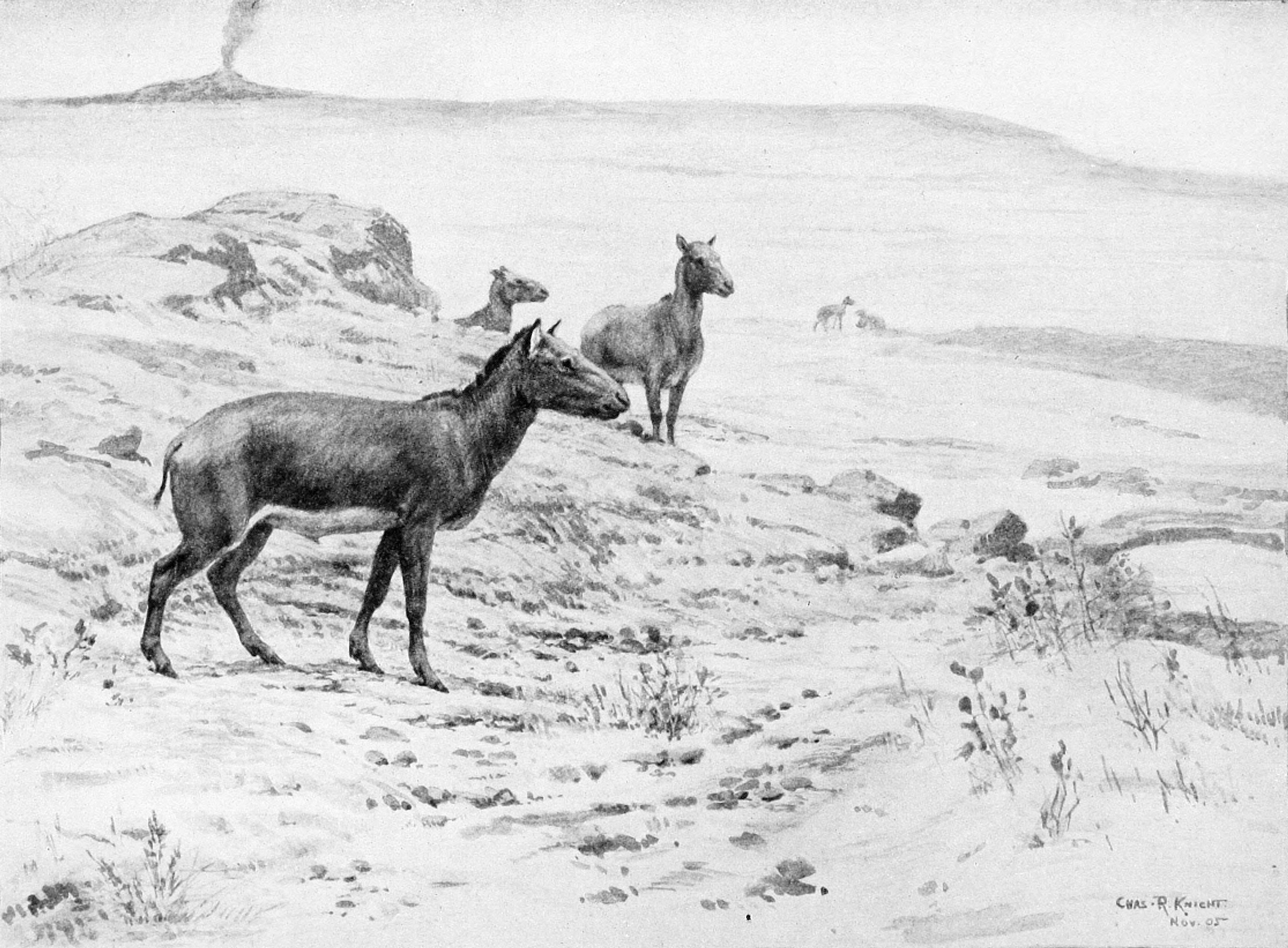
Diadiaphorus, um meridiungulado
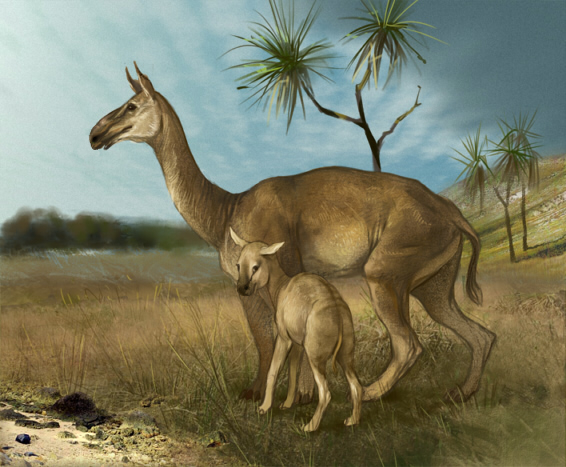
Macrauchenia, um meridiungulado
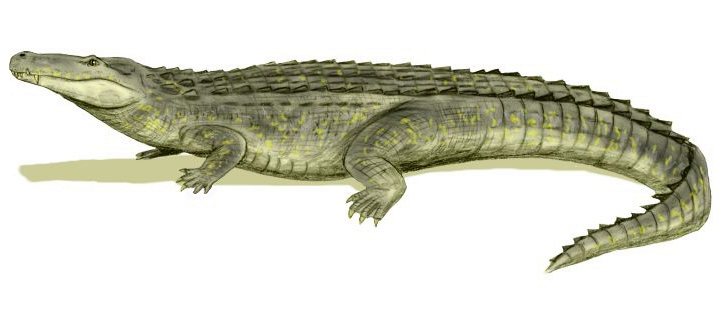
Purussaurus, um crocodiliano
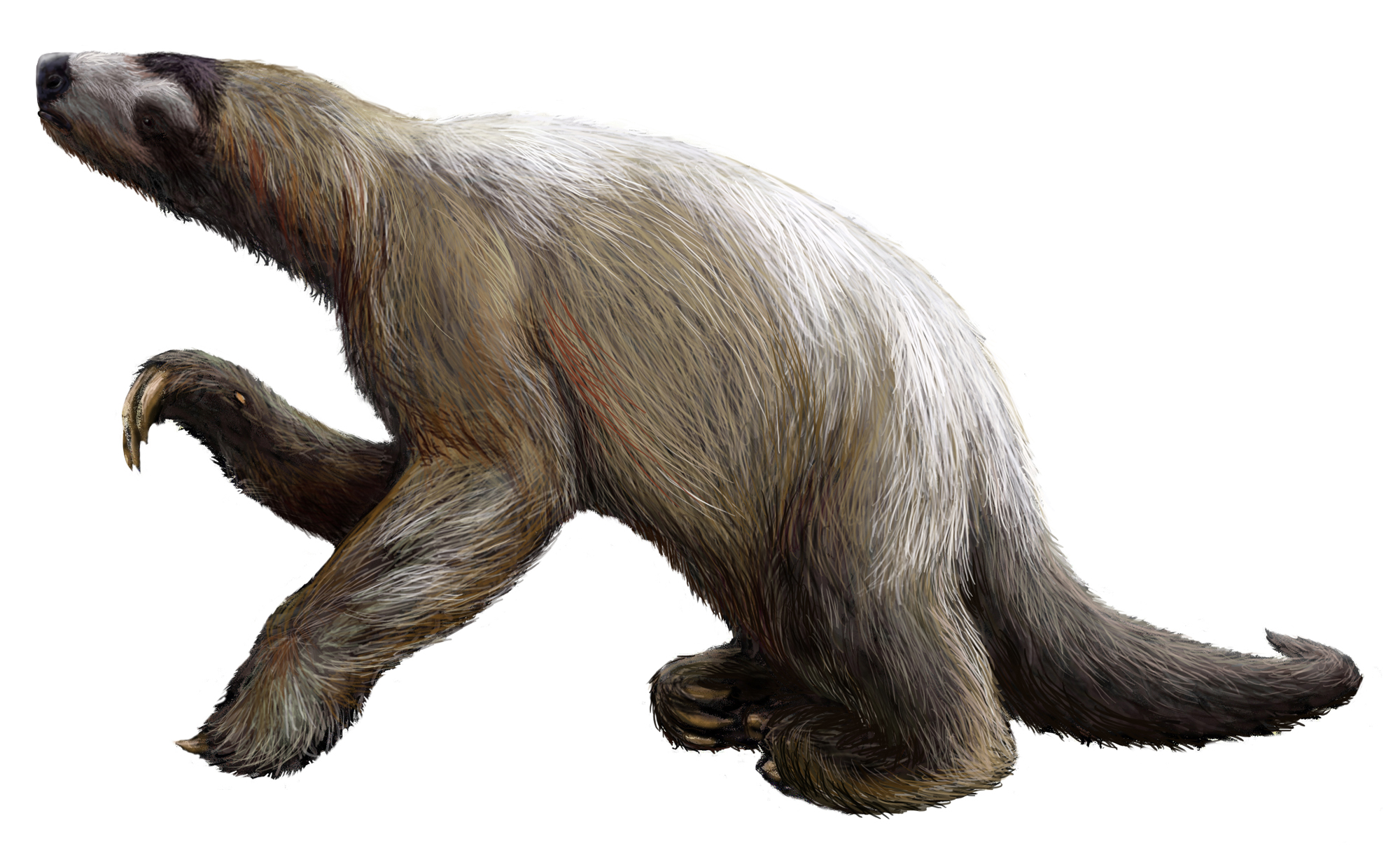
Nothrotheriops, um xenartro
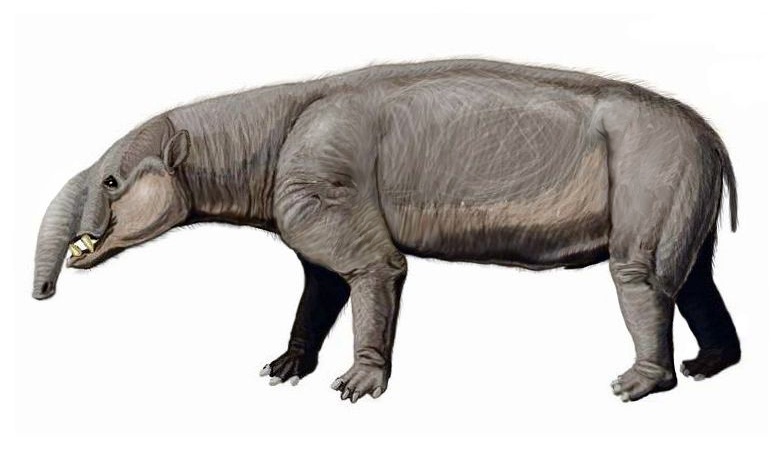
Astrapotherium magnum um meridiungulado Comprimento: 2,5 m
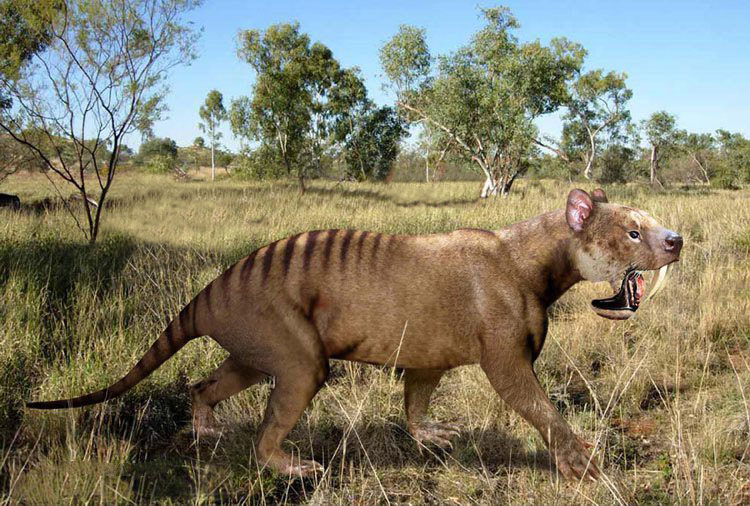
Thylacosmilus atrox Um marsupial Comprimento: 1,2 m

#### Austrália
Na Austrália, ocorreu um desenvolvimento faunístico semelhante ao da América do Sul em relação aos répteis e as aves, porém, o maior destaque neste continente foi para os marsupiais, que se desenvolveram em uma ampla variedade de formas e ocuparam praticamente todos os nichos ecológicos do ambiente. Na Austrália, devido a este região manter seu isolamento até a atualidade, não houve uma "conversão" tão grande da fauna, ainda que a chegada dos seres humanos no continente, ocorrida ao final do Pleistoceno, tenha causado consideráveis extinções na fauna local.

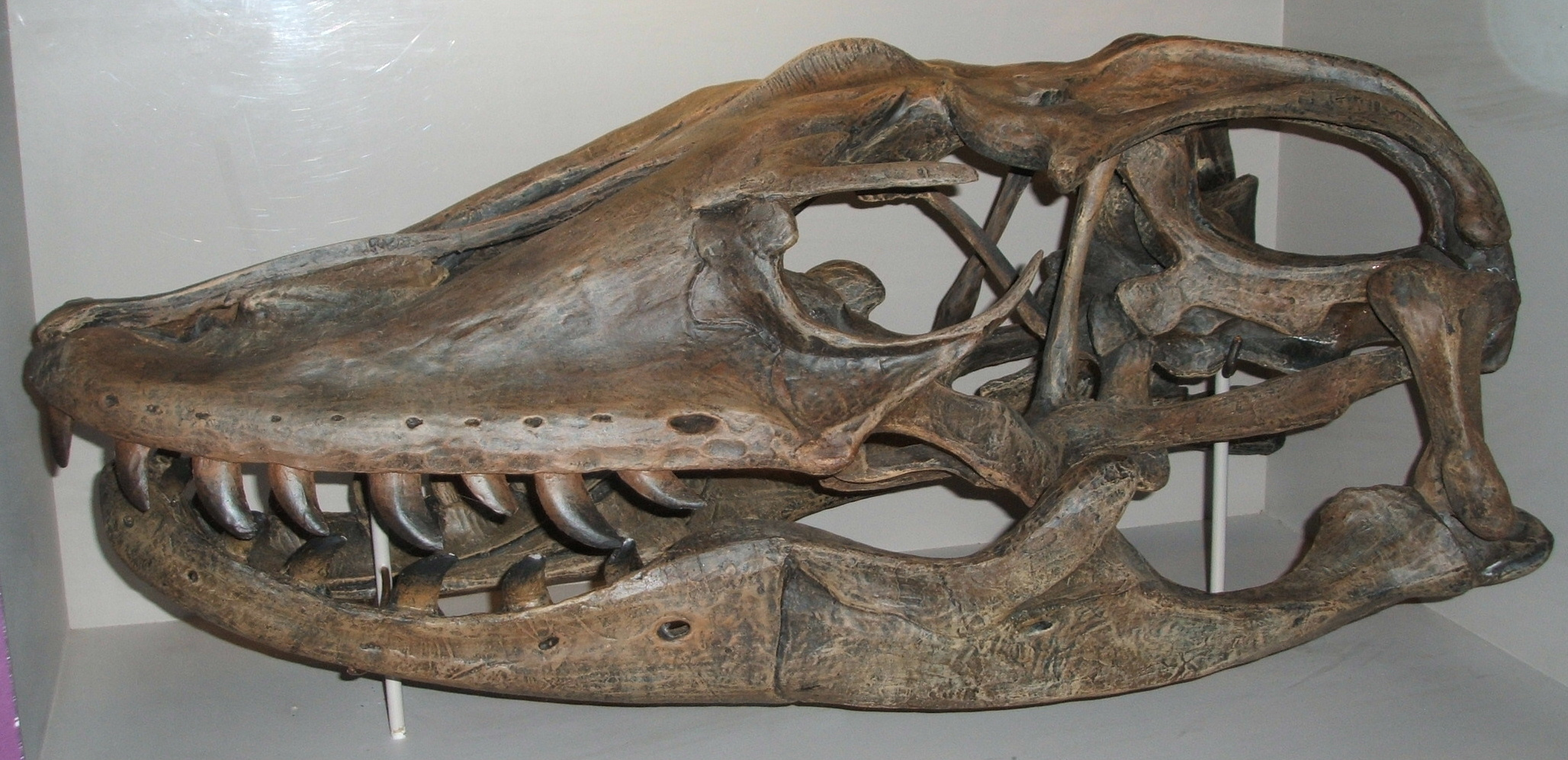
Magalania (Varanus priscus) Um réptil Comprimento: 9 m
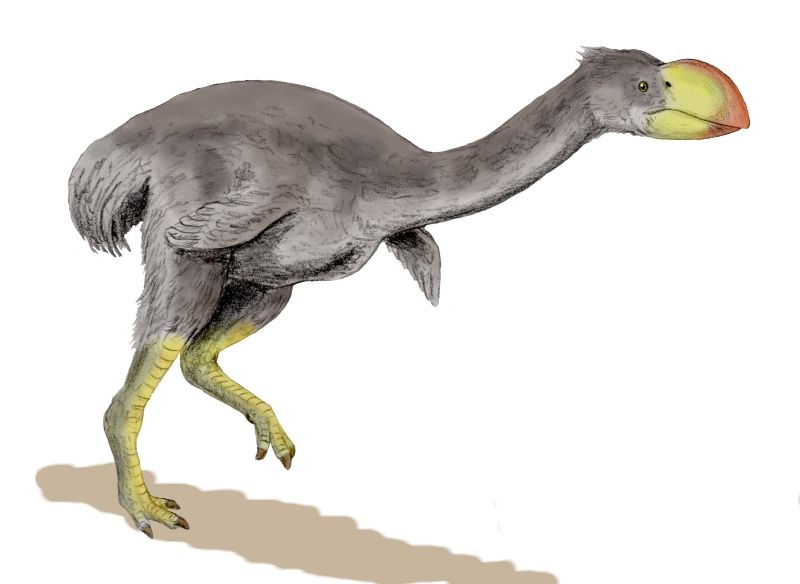
Dromornis stirtoni Uma ave Altura: 3 m
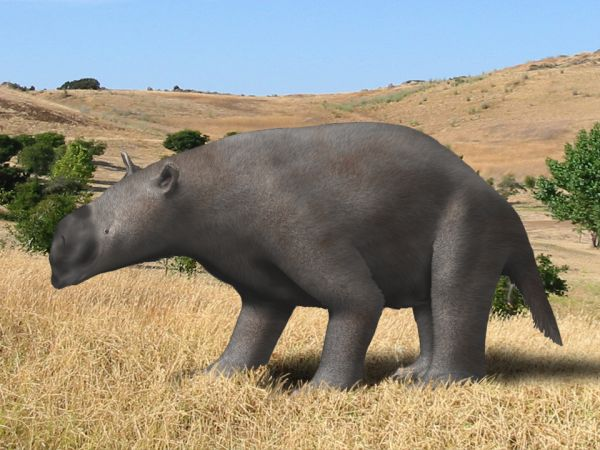
Pyramios, um marsupial herbívoro
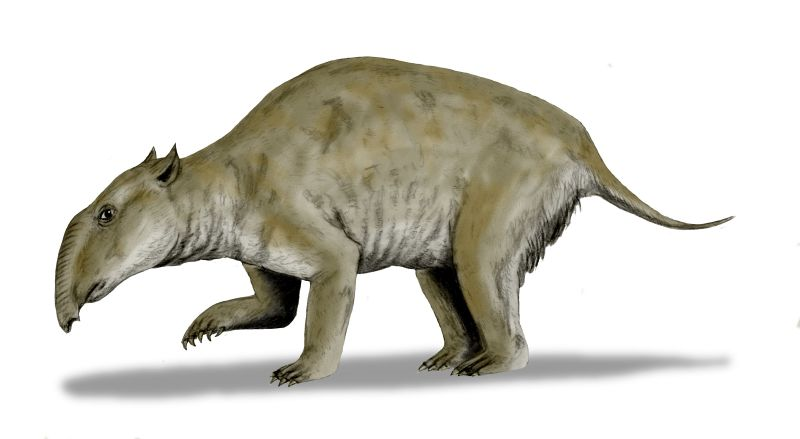
Parlochestes, um marsupial herbívoro
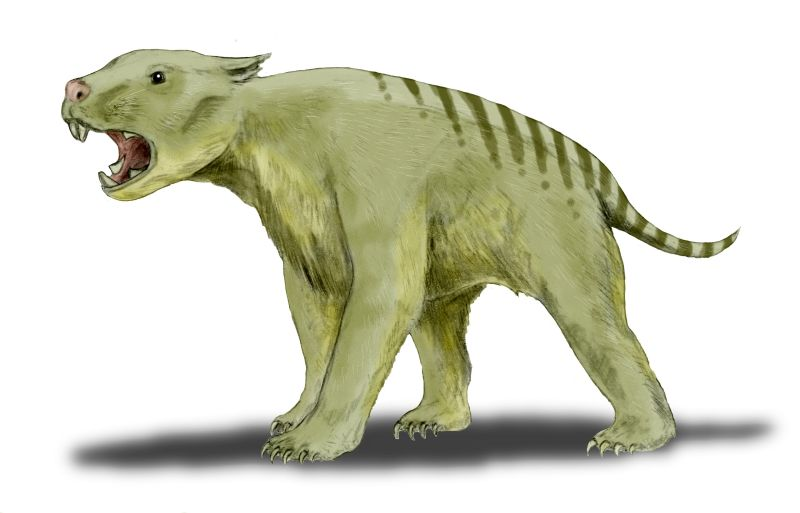
Thylacoleo, um marsupial predador

## Literatura adicional
- Pérez-Consuegra, N.,  Góngora, D. E., Herrera, F.,  Jaramillo, C., Montes, C., Cuervo-Gómez, A. M., Hendy, A.,  Machado, A., Cárdenas, D.,  Bayona, G.  (2018). New records of Humiriaceae fossil fruits from the Oligocene and Early Miocene of the western Azuero Peninsula, Panamá. Boletín de la Sociedad Geológica Mexicana, 223.